# Баркмер (Квебек)
Баркмер (фр. Barkmere) је град у Канади у покрајини Квебек. Према резултатима пописа 2011. у граду је живело 58 становника.

## Становништво
Према резултатима пописа становништва из 2011. у граду је живело 58 становника, што је за 33,3% мање у односу на попис из 2006. када је регистровано 87 житеља.
| 2006. | 2011. |
| ----- | ----- |
| 87    | 58    |